# Helonias bullata
Helonias bullata es una rara hierba perenne rizomatosa nativa de los Estados Unidos. Es la única especie del género Helonias.

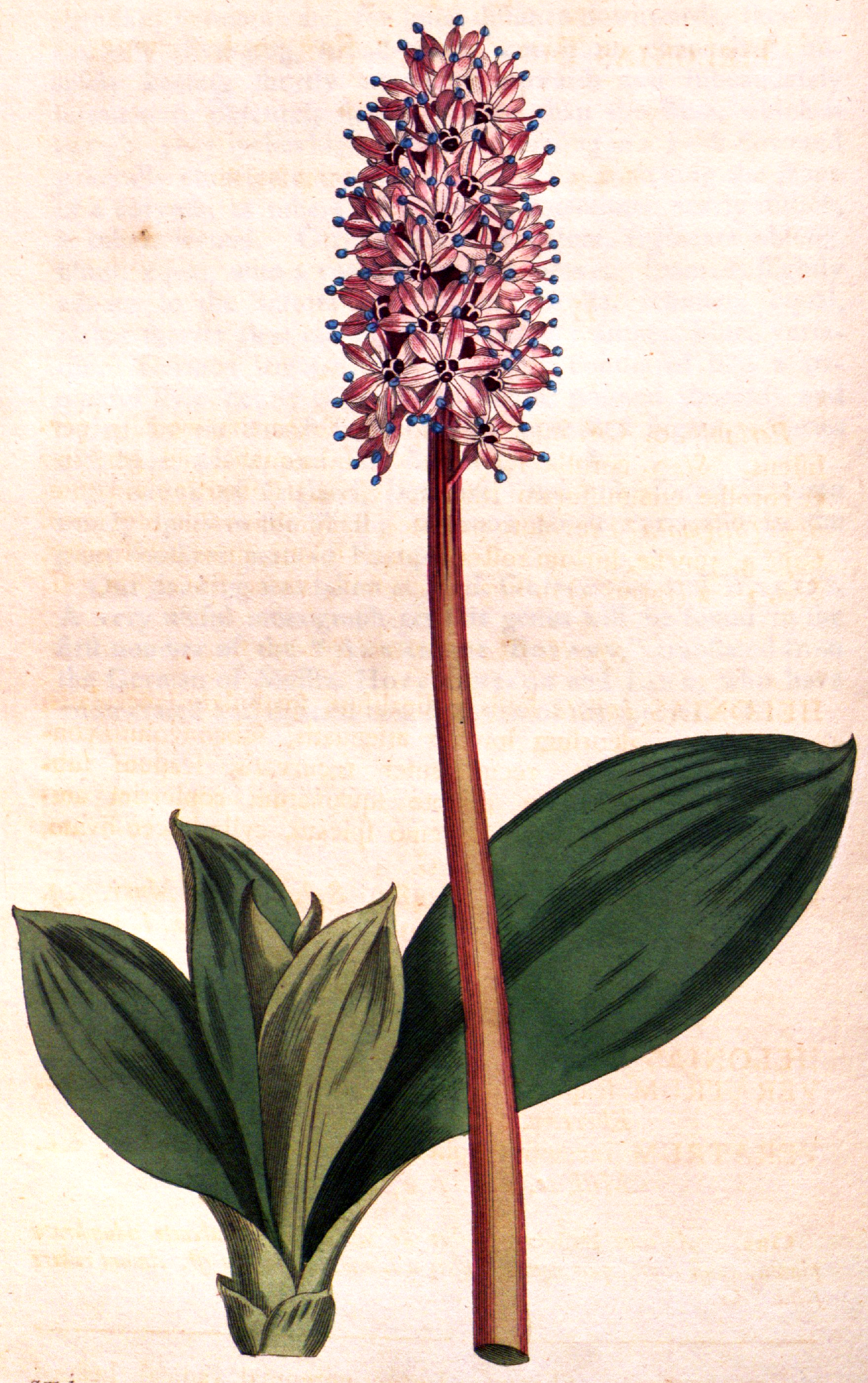
Ilustración

## Descripción
El sistema de raíces es extensa en comparación con el tamaño aparente de la planta en la superficie. Florece desde marzo a mayo, los fragantes flores son de color rosa y se producen en un grupo en el extremo una espiga vertical que puede alcanzar hasta los 75 cm de altura. Tiene hojas verdes, en forma de lanza, y con venas paralelas que van del verde oscuro al verde amarillo claro y que forman una roseta basal.
éHelonias bullata se encuentra en hábitats de humedales y requiere hábitat que estén saturados, pero no inundados con agua. Lo ideal sería que la planta se encuengtre en un ambiente donde el nivel freático se encuentra casi al nivel de la parte superior de su sistema de raíces, sin cubrir la roseta basal. Las áreas típicas incluyen humedales pantanosos boscosos que bordean los arroyos pequeños, prados y zonas de infiltración de la primavera. Se encuentra a menudo cerca de los árboles de coníferas.
Helonias bullata es una especie que está tratada por el gobierno federal como especie amenazada y que se distribuyó históricamente desde Staten Island, Nueva York al sur de los Apalaches. Helonias bullata es la única especie en su género. Muchas poblaciones actuales sufren una baja diversidad genética. Actualmente, Nueva Jersey protege a las poblaciones más grandes y más numerosos, pero hay poblaciones en otros seis estados: Delaware, Maryland, Virginia, Virginia Occidental, Carolina del Norte; Carolina del Sur y Georgia. También hay algunos indicios no verificados de que una población ha sobrevivido en Staten Island. Las poblaciones de Helonias bullata son en ocasiones objeto de caza furtiva por entusiastas de las plantas y otros que desean las primeras flores de color rosa brillante. Desafortunadamente, las plantas escalfados probablemente no sobreviven su movimiento debido a la alta sensibilidad a ser retirado del medio ambiente de agua saturada, la subestimación del tamaño de la masa de raíces, y el fracaso para replicar el entorno necesario suficientemente.
Estados Unidos Servicio de Pesca y Vida Silvestre ha iniciado un proyecto de seguimiento voluntario, " “Adopt-a-Swamp-Pink Population”.". El programa se ha ampliado aún más por un esfuerzo voluntario conjunto con Ciudadanos Unidos para la Protección del Río Maurice y sus afluentes, Inc. . Los resultados de la encuesta se comparten con U.S.F.W.S. y la base de datos de Nueva Jersey Natural.

## Taxonomía
Helonias bullata fue descrita por Carlos Linneo y publicado en Species Plantarum 1: 342. 1753.
Sinonimia
- Helonias lanceolata Sims
- Helonias latifolia Michx.
- Helonias scapigera Stokes
- Helonias striata Raf.
- Veratrum americanum Mill.	[2]